# Гаис
Гаис (итал. Gais) је насеље у Италији у округу Болцано, региону Трентино-Јужни Тирол.
Према процени из 2011. у насељу је живело 1764 становника. Насеље се налази на надморској висини од 837 м.

## Становништво
| 1931. | 1936. | 1951. | 1961. | 1971. | 1981. | 1991. | 2001. | 2011. |
| ----- | ----- | ----- | ----- | ----- | ----- | ----- | ----- | ----- |
| 1.511 | 1.501 | 1.597 | 1.776 | 2.011 | 2.281 | 2.537 | 2.865 | 1.981 |